# Michelle Akers
Michelle Anne Akers (* 1. Februar 1966 in Santa Clara, Kalifornien) ist eine ehemalige US-amerikanische Fußballspielerin.

## Biografie

### Karrierebeginn
Akers spielte anfangs an der University of Central Florida Fußball und war in der Zeit viermal im All American-Team, wurde 1988 und 1989 Athletin des Jahres an dieser Universität und erhielt 1988 die Hermann Trophy. Sie ist die erfolgreichste Torschützin an der University of Central Florida.

### Internationale Erfolge
Michelle Akers war seit der Gründung 1985 Spielerin der Fußballnationalmannschaft der Damen und schoss dort am 21. August 1985 gegen Dänemark das erste offizielle Tor der Mannschaft.
Akers nahm an drei Weltmeisterschaften teil und wurde dabei zweimal Weltmeisterin. Die Frauenfußball-Weltmeisterschaft 1991 war ihre erfolgreichste Teilnahme. Dort wurde sie Weltmeisterin, mit zehn Treffern Torschützenkönigin und gewann den silbernen Ball als zweitbeste Spielerin des Turniers. Als erster Spielerin gelangen ihr fünf Tore in einem WM-Spiel, was erst 2019 wieder ihrer Landsfrau Alex Morgan gelang. 1995 spielte sie bei der Frauenfußball-Weltmeisterschaft nur im Eröffnungsspiel, da sie mit einer Kopfverletzung und einem Bänderriss ausschied. Bei den Olympischen Sommerspielen 1996 erreichte sie mit der Nationalmannschaft den ersten Platz und bei der Frauenfußball-Weltmeisterschaft 1999 wurde sie zum zweiten Mal Weltmeisterin und gewann den bronzenen Schuh als drittbeste Spielerin des Turniers. Vor der WM spielte sie im Februar 1999 aus Anlass der Auslosung der Gruppen der WM mit der Nationalmannschaft gegen eine FIFA-Weltauswahl. Das Spiel wird aber nicht als offizielles Länderspiel gezählt.
Mit zwölf Toren bei Weltmeisterschaften ist sie nach Marta (17), Birgit Prinz und Abby Wambach (je 14) die vierterfolgreichste WM-Torschützin. Akers schoss in der US-Nationalmannschaft 107 Tore in 155 Spielen. Dabei wurde die Zahl erst im August 2016 auf 155 Spiele und 107 Tore gestellt, nachdem der US-Verband bei der Überprüfung seiner Statistik auf zwei im Januar 1995 durchgeführte Länderspiele gestoßen war, die bis dahin nicht berücksichtigt wurden. In einigen noch nicht aktualisierten Statistiken wird sie daher noch mit 153 Länderspielen geführt.

### Rücktritt als aktive Spielerin
Am 24. August 2000 beendete Michelle Akers ihre Karriere als Fußballspielerin aufgrund körperlicher Rückschläge.
1991 wurde bei ihr das Chronische Fatigue-Syndrom diagnostiziert, gegen die sie während ihrer aktiven Zeit als Fußballspielerin ankämpfen musste. Zusätzlich zu dieser Erkrankung erlitt Akers während ihrer Karriere zahlreiche Verletzungen, sie musste insgesamt zwölf Mal am Knie operiert werden.

### Zusätzliche Tätigkeiten
Akers wurde am 7. Juni 1998 als bisher einzige Frau mit dem FIFA Order of Merit, der höchsten FIFA-Auszeichnung, für ihre Verdienste um den internationalen Fußball ausgezeichnet. So gründete sie 1997 die Organisation Soccer Outreach International, um Kindern aus allen Ländern der Welt die Qualitäten von Führungsspielern beizubringen und sie dazu zu bewegen, auch im Alltag Fairness zu zeigen. Sie ist außerdem Mitglied in der FIFA-Zukunftskommission.

## Vereine
- Tyresö Football Club, Schweden (1990, 1992, 1994)
- Orlando Calibre Soccer Club, USA (1993)

## Erfolge
- Weltmeisterin (1991, 1999)
- WM-Dritte (1995)
- CONCACAF-Turniersiegerin (1993, 1994)
- Olympische Spiele: Gold (1996)
- Goodwill Games Siegerin (1998)

### Besondere Auszeichnungen
- Athletin des Jahres (1990, 1991, 1999)
- FIFA Order of Merit (1998)
- FIFA-Spielerin des Jahrhunderts (2000)
- Aufnahme in die National Soccer Hall of Fame (2004)
- Ehrung als eine von nur zwei Frauen unter den 125 besten lebenden Fußballspielern (FIFA 100, 2004)
- 2013: Wahl in das All-Time Women's National Team Best XI[4]